# All That I Love - Tutto ciò che amo
All That I Love - Tutto ciò che amo (Wszystko, co kocham) è un film del 2009 diretto da Jacek Borcuch.
Venne scelto dalla Polonia per rappresentarla come Miglior film straniero agli Oscar 2011 ma non riuscì ad arrivare in finale.

## Trama
Polonia, 1981. Janek, il figlio adolescente di un capitano della marina, forma con gli amici Staszek, Kazik e Diabe un complesso punk-rock chiamato ATIL.
Janek è innamorato di Basia, figlia di un attivista di Solidarność, che disapprova la relazione tra i due giovani. Quando il padre della ragazza viene arrestato dal regime comunista il rapporto tra di loro sembra giungere alla fine.
Sarà un concerto eseguito dal gruppo, le cui canzoni sono proibite perché anticomuniste e antisocialiste, a farli riavvicinare; ma gli eventi che stanno per colpire la Polonia rischiano di farli nuovamente dividere.

## Riconoscimenti
- 2009 - Festiwal Polskich Filmów Fabularnych
  - Jacek Borcuch
  - Miglior scenografia per Elwira Pluta
- 2010 - Sundance Film Festival
  - Candidatura al premio della giuria: World Cinema Dramatic
- 2011 - Polish Film Awards
  - Miglior sceneggiatura a Jacek Borcuch
  - Scoperta dell'anno a Mateusz Kosciukiewicz
  - Candidatura al miglior film
  - Candidatura al miglior regia a Jacek Borcuch
  - Candidatura al miglior attore a Mateusz Kosciukiewicz
  - Candidatura al miglior attrice a Olga Frycz
  - Candidatura al miglior attore non protagonista a Andrzej Chyra
  - Candidatura alla miglior colonna sonora a Daniel Bloom
- 2011 - Lume International Film Festival
  - Candidatura al miglior film a Jacek Borcuch